# Heim & Haus International
Die HEIM & HAUS Holding (Eigenschreibweise: HEIM & HAUS) ist die Konzernmutter der Heim & Haus-Gruppe, eines deutschen Herstellers von Markisen, Textilscreens, Terrassendächern, Vordächern und Haustüren sowie Fenster- und Rollladenelementen zum nachträglichen Einbau. Sie ist Dachgesellschaft für alle Unternehmen der Heim & Haus Gruppe mit Sitz in Duisburg (Nordrhein-Westfalen).

## Geschichte
Im Jahr 1971 begann der Firmengründer Rolf Schommers Senior in Nürnberg mit dem Direktverkauf und der Produktion eines Rollladensystems zum nachträglichen Einbau.

## Standorte
Der Hauptsitz und die zentrale Verwaltung befinden sich in Duisburg am Niederrhein.

## Auszeichnungen
Die Heim & Haus-Produkte wurden mehrmals ausgezeichnet.